# Axel Beckman
Axel Elimar (Elemar) Beckman, född 27 november 1884 på Dalarö, död 1 september 1968 i Hollywood, Florida, var kommendörlöjtnant i Frälsningsarmén i Sverige. 
Han utbildades vid Frälsningsarméns krigsskola i New York 1907 och var chef för Frälsningsarméns skandinaviska arbete i USA:s östra delstater innan han 1945 blev territoriell ledare för Frälsningsarmén i Sverige. Han hade denna tjänst till 1948 då han överfördes till USA. Han gick i pension 1949 och var därefter bosatt i Hollywood i Florida. Beckman utnämndes till riddare av Vasaordens första klass 1937.